# Gesetz über den Beistand bei Einziehung von Abgaben und Vollstreckung von Vermögensstrafen
Das Gesetz über den Beistand bei Einziehung von Abgaben und Vollstreckung von Vermögensstrafen verpflichtete die Behörden verschiedener Gliedstaaten des Deutschen Reiches, auf Ersuchen einander Beistand zu leisten zum Zweck der Erhebung und Beitreibung von Zöllen, bestimmten öffentlichen Abgaben und Vermögensstrafen, die durch polizeiliche Verfügung oder durch Bescheid eines Seemannsamts festgesetzt worden waren. Die Art und Weise der Beistandsleistung richtete sich nach den am Orte der Vollziehung geltenden Bestimmungen.
Es wurde von Kaiser Wilhelm II. an Bord der Hohenzollern am 9. Juni 1895 unterzeichnet und trat zum 1. Juli 1895 in Kraft.
Durch die Einführung des Grundgesetzes wurde das Gesetz zu Landesrecht.